# رادوسواو تروشکوفکسی
رادوسواو تروشکوفکسی (انگلیسی: Radosław Truszkowski؛ زادهٔ ۵ اکتبر ۱۹۷۸) کشتی‌گیر اهل لهستان است.